# Ahn Sang-hoon
Dans ce nom coréen, le nom de famille, Ahn, précède le nom personnel.
Ahn Sang-hoon (안상훈 en coréen) est un réalisateur, scénariste, producteur de cinéma sud-coréen.

## Biographie
Diplômé de l'université de Dongguk à Séoul et de l'université nationale des arts à Séoul, Ahn Sang-hoon commence, en 2003, sa carrière cinématographique en tant qu'assistant réalisateur du film romantique …ing (아이엔지) de Lee Eon-hee. L'année suivante, il tourne un court-métrage intitulé Pass Over en 2004, présenté au Festival international du court-métrage de Busan et au Festival international des arts visuels de Corée où il remporte le prix du meilleur réalisateur,.
Après avoir produit en tant que producteur exécutif Bad Guy (나쁜 남자) de Kim Ki-duk en 2002, il écrit et réalise son premier long-métrage mêlé de thriller et d'horreur Arang (아랑) avec Song Yoon-ah et Lee Dong-wook, qui sort en 2006.

## Filmographie

### En tant que réalisateur
- 2005 : Pass Over (court-métrage)
- 2006 : Arang (아랑)
- 2011 : Blind (블라인드)

### En tant que scénariste
- 2006 : Arang (아랑)

### En tant que producteur
- 2002 : Bad Guy (나쁜 남자) de Kim Ki-duk (producteur exécutif)

## Distinction

### Récompense
- Festival international des arts visuels de Corée 2004 : Meilleur réalisateur (Pass Over)